# Société des appareils Boirault
La société des appareils Boirault est créée à Paris le 22 août 1905, chez Maître Cottin, notaire à Paris, pour exploiter les brevets de l'ingénieur Boirault. En 1985, elle est absorbée par les  Ateliers de Construction du Nord de la France (ANF).
Louis Boirault était ingénieur des arts et métiers, promotion 1877 et occupait le poste d'ingénieur adjoint à l'Administration des chemins de fer de l'État. Il conçut un attelage automatique présenté à l'exposition universelle de Paris en 1900.

## Production
La société construit et commercialise les attelages automatiques conçus et brevetés par Louis Boirault.

## Applications
Les attelages automatiques du système Boirault équipent les automotrices électriques de l'Administration des chemins de fer de l'État, en particulier les automotrices suivantes : État 1001 à 1018, Z 1200, Z 1300, Z 1400, Z 1500, Z 3600, Z 3700 et Z 3800.